# Měšťanský dům čp. 4 (Poděbrady)
Měšťanský dům čp. 4 v Poděbradech I stojí na jižní straně Jiřího náměstí. Na starších základech byl vystavěn v polovině 17. století a v 18. století byl výrazně přestavován. Má klasicistní fasádu z roku 1880. Dům je od roku 1965 chráněn jako kulturní památka. Dům byl prezentován jako penzion Král Jiří nebo penzion U Krále Jiřího. 

## Historie
Dům byl postaven ve druhé polovině 17. století na základech původního domu z doby krále Jiřího. Byl to právovareční dům, ve kterém býval hostinec. Známo je několik jeho původních majitelů, například Diviš z Bezdětic v roce 1553. V 18. století dům vlastnil sirotčí Votočka, jehož dcera Antonie se provdala za známého poděbradského lékaře a zakladatele místní nemocnice Františka Boučka.
V první polovině 19. století dům vlastnil koňský handlíř František Pekáček. Ve dvoře domu nechal roku 1833 postavil patrovou budovu poštovní stanice se stájemi v přízemí. Dům je znám tím, že v něm býval zájezdní hostinec „U Zeleného stromu“. Roku 1845 vdova po Františku Pekáčkovi nechala celé první patro přestavět na společenský sál, který se nadlouho stal společenským centrem města. Mimo jiné zde probíhala představení ochotnického divadla. Kolem roku 1880 byl sál zrušen a přestavěn na byty, přízemí upraveno na obchody a dům zároveň dostal současnou klasicistní fasádu.
V minulosti byl v domě například obchod s látkami V. J. Havlíčka, Duškova drogerie, klenotnictví s hodinářstvím, prodejnu elektrospotřebičů, nebo prodejnu fotografických potřeb. Ve sklepě dlouho fungovala čajovna Setkání.

## Popis
Jedná se o zděný patrový řadový dům. V přízemí je průchod a prostory přeměněné na obchody. V podzemí je čtvercová prostora, sklenutá křížovými klenbami na středový pilíř klenuté sklepy. Na nádvorní straně je renesanční pavlač nesená pilíři, čtyři arkády a v patře pískovcové toskánské sloupy.